# 南阳湖街道
南阳湖街道，是中华人民共和国辽宁省沈阳市于洪区下辖的一个乡镇级行政单位。

## 行政区划
南阳湖街道下辖以下地区：
南阳湖社区、杨士社区、鹏程社区、恒大社区、于台村、上沙村、金沙村、甘官村、富官村、杨士村和科研村。